# 신탄진도서관
신탄진평생학습도서관은 대전광역시 대덕구 신탄진동에 있는 구립 도서관이다. 2002년 7월 12일에 개관하였다.

## 연혁
- 1998년 7월 도서관 설립계획수립
- 1999년 12월 18일 도서관 건립부지 확정
- 2000년 11월 23일 현상 설계 당선작 결정
- 2001년 6월 25일 도서관 착공
- 2002년 3월 27일 도서관 직제승인
- 2002년 4월 30일 도서관 관리운영조례공포
- 2002년 6월 10일 도서관 준공
- 2002년 7월 12일 도서관 개관
- 2009년 2월 20일 대덕구 평생학습원으로 조직 통합 신탄진평생학습도서관으로 명칭변경
- 2010년 4월 30일 대전광역시 대덕구 평생학습도서관 관리운영조례시행규칙 일부 개정
- 2010년 5월 14일 대전광역시 대덕구 평생학습도서관 도서관리 운영규정 개정관리운영조례 공표

## 이용 안내
이용 시간
| 구분                                 | 평일                                    | 토,일요일                               |
| ------------------------------------ | --------------------------------------- | --------------------------------------- |
| 종합자료실                           | 09:00~22:00                             | 09:00~18:00                             |
| 전자정보실 어린이자료실 노인장애우실 | 09:00~18:00                             | 09:00~18:00                             |
| 열람실                               | 07:00~22:00(하절기) 08:00~22:00(동절기) | 07:00~22:00(하절기) 08:00~21:00(동절기) |

휴관일
- 매주 금요일 및 법정 공휴일